# Lijst van raadpensionarissen
Lijst van raadpensionarissen van Holland, Zeeland en van het Bataafs Gemenebest.

## Holland

### Graafschap
Raadpensionarissen van het graafschap Holland tijdens de Zeventien Provinciën:
| Afbeelding | persoon                           | periode   |
| ---------- | --------------------------------- | --------- |
|            | Barthout van Assendelft           | 1480-1489 |
|            | Jan Bouwensz                      | 1489-1494 |
|            | Barthout van Assendelft (opnieuw) | 1494-1497 |
|            | Frans Coebel van der Loo          | 1500-1513 |
|            | Albrecht van Loo                  | 1513-1524 |
|            | Aert van der Goes                 | 1525-1544 |
|            | Adriaen van der Goes              | 1544-1560 |
|            | Jacob van den Eynde               | 1560-1568 |

### Gewest
Raadpensionarissen van het gewest Holland tijdens de Republiek der Zeven Verenigde Nederlanden:
Formeel hield Holland in 1581 met het Plakkaat van Verlatinghe op een graafschap te zijn
| Afbeelding | persoon                                   | periode   | gezindheid   |
| ---------- | ----------------------------------------- | --------- | ------------ |
|            | Paulus Buys                               | 1572-1585 | prinsgezind  |
|            | Johan van Oldenbarnevelt                  | 1586-1619 | staatsgezind |
|            | Andries de Witt                           | 1619-1621 | prinsgezind  |
|            | Anthonie Duyck (Anthonis Duyck)           | 1621-1629 | prinsgezind  |
|            | Jacob Cats                                | 1629-1631 |              |
|            | Adriaan Pauw                              | 1631-1636 | staatsgezind |
|            | Jacob Cats                                | 1636-1651 |              |
|            | Adriaan Pauw                              | 1651-1653 | staatsgezind |
|            | Johan de Witt                             | 1653-1672 | staatsgezind |
|            | Gaspar Fagel                              | 1672-1688 | prinsgezind  |
|            | Michiel ten Hove                          | 1688-1689 |              |
|            | Anthonie Heinsius                         | 1689-1720 | prinsgezind  |
|            | Jacob van Hoornbeek (Isaäc van Hoornbeek) | 1720-1727 |              |
|            | Simon van Slingelandt                     | 1727-1736 | staatsgezind |
|            | Anthonie van der Heim                     | 1737-1746 | staatsgezind |
|            | Willem Buys                               | 1746      | staatsgezind |
|            | Jacob Gilles                              | 1746-1749 | staatsgezind |
|            | Pieter Steyn                              | 1749-1772 | prinsgezind  |
|            | Pieter van Bleiswijk                      | 1772-1787 | prinsgezind  |
|            | Laurens Pieter van de Spiegel             | 1787-1795 | prinsgezind  |

## Zeeland
Raadpensionarissen van het gewest Zeeland tijdens de Republiek der Zeven Verenigde Nederlanden:
| Afbeelding | persoon                        | periode   | gezindheid   |
| ---------- | ------------------------------ | --------- | ------------ |
|            | Christoffel Roels              | 1578-1597 |              |
|            | Johan van de Warck             | 1599-1614 |              |
|            | Bonifacius de Jonge            | 1615-1625 |              |
|            | Johan Boreel                   | 1625-1629 |              |
|            | Boudewijn de Witte             | 1630-1641 |              |
|            | Cornelis Adriaansz. Stavenisse | 1641-1649 |              |
|            | Johan de Brune                 | 1649-1658 |              |
|            | Adriaan Veth                   | 1658-1663 | staatsgezind |
|            | Pieter de Huybert              | 1664-1687 | prinsgezind  |
|            | Jacob Verheije                 | 1687-1718 |              |
|            | Caspar van Citters             | 1718-1734 | staatsgezind |
|            | Johan Pieter Recxstoot         | 1751-1756 | prinsgezind  |
|            | Jacob du Bon                   | 1757-1760 | prinsgezind  |
|            | Wilhem van Citters             | 1760-1766 |              |
|            | Adriaan Steengracht            | 1766-1770 | prinsgezind  |
|            | Johan Marinus Chalmers         | 1770-1785 | prinsgezind  |
|            | Laurens Pieter van de Spiegel  | 1785-1787 | prinsgezind  |
|            | Willem Aarnoud van Citters     | 1788-1795 | prinsgezind  |

## Bataafs Gemenebest
Raadpensionarissen van het Bataafs Gemenebest:
| Afbeelding | persoon                     | periode   | partij     |
| ---------- | --------------------------- | --------- | ---------- |
|            | Rutger Jan Schimmelpenninck | 1805-1806 | Moderaat   |
|            | Carel de Vos van Steenwijk  | 1806      | Federalist |